# (12928) Nicolapozio
(12928) Nicolapozio (1999 SV9) – planetoida z pasa głównego asteroid okrążająca Słońce w ciągu 4,38 lat w średniej odległości 2,68 j.a. Odkryta 30 września 1999 roku.